# Mathilde Lencou-Barême
Mathilde Lencou-Barême, née en mai 1969, est une enseignante-chercheuse latiniste, française.

## Biographie

### Famille et formation
Mathilde Simon naît à Lorient (Morbihan) le 21 mai 1969 dans une famille d'enseignants et de militaires.
Après une enfance à Maisons-Laffitte et un baccalauréat scientifique, elle intègre les classes préparatoires au lycée Condorcet puis au lycée Henri-IV. En parallèle d'études de philosophie à l'université Paris-Nanterre, elle suit le cursus de lettres classiques de l'École normale supérieure de 1989 à 1993 où elle est la première femme à être reçue 2e. Elle est y élève en même temps que Bruno Le Maire et tous les deux sont reçus en 1992 au concours de l'agrégation, elle à l'agrégation de lettres classiques, lui de lettres modernes.
En 2001, elle est titulaire d'un doctorat en études anciennes après avoir soutenu sa thèse Ultima Italiae ora : l'image de la Grande Grèce dans l'historiographie augustéenne à partir de la première décade de Tite-Live sous la direction de l'historienne de l'art Agnès Rouveret à l'université Paris-Nanterre.
Mathilde Simon épouse Vincent Mahé (d), fils de l'historien Jean-Pierre Mahé, puis Antoine Lencou-Barême. Elle a cinq enfants (10 à 27 ans en 2024), dont Augustin, quatre fois primé au concours général : trois fois en 2012 (en grec, en latin) alors qu'il n'a que 15 ans et un accessit en sciences naturelles l'année suivante.

### Parcours professionnel
Dès 1996 et jusque 2002, elle est enseignante-chercheuse en lettres classiques, agrégée répétitrice à l'École normale supérieure : elle enseigne la littérature latine de la licence à l'agrégation, parallèlement à des activités de recherche. 
Elle est ensuite enseignante-chercheuse, maître de conférences de latin au Département des sciences de l'Antiquité à l'École normale supérieure, et membre du comité de rédaction de la Revue de philologie et d'histoire anciennes.
Elle est membre du Conseil national des universités (CNU), dans le collège « Langues et littératures anciennes », élue en 2012 pour 4 ans, sur la liste Qualité de la science française.

## Travaux universitaires
Défendant les langues anciennes, gardiennes de la mémoire, Mathilde Lencou-Barême est spécialisée dans l'historiographie antique, l'encyclopédisme et commentaire de la poésie augustéenne. En 2024, elle travaille à l'édition du livre X de Tite-Live dans la Collection des universités de France (Collection Budé), à la traduction et commentaire du commentaire de Servius au chant VII de l'Énéide.

## Distinction
En mars 2024, Mathilde Lencou-Barême reçoit un « Venus International Women Award », lors d'une cérémonie à Chennai, en Inde. Ce prix honorifique, décerné par la Venus International Foundation récompense chaque année les travaux et la carrière de femmes scientifiques du monde entier. Elle est avec la mathématicienne française, Ariane Mézard, l'une des deux seules françaises à avoir reçu ce prix.
En novembre 2024, elle reçoit le « prix Anassilaos - Littérature latine » , lors d'une cérémonie à Reggio de Calabre, en Italie.

## Publications
Mathilde Lencou-Barême a d'abord publié sous le nom de Mathilde Simon puis celui de Mathilde Mahé.

### Ouvrages
- Le rivage grec de l'Italie romaine, La grande Grèce dans l'historiographie augustéenne, École française de Rome, 2012, 527 pages, [présentation en ligne]  (ISBN 978-2-72830-855-2).
- L'Histoire d'Alexandre selon Quinte-Curce avec Jean Trinquier, éditions Armand Colin, 2014, 304 pages  (ISBN 978-2-20029-483-0).
- De Samos à Rome, Personnalité et influence de Douris avec Valérie Naas, éditions Paris Ouest, 2015, 371 pages, [présentation en ligne]  (ISBN 978-2-84016-207-0).
- Opera pretium facimus, mélanges en l'honneur du latiniste Charles Guittard, avec Étienne Wolff, éditions L'Harmattan, 2021  (ISBN 978-2-34321-345-3).
- Relire Tite-Live 2000 ans après avec Pauline Duchêne, Charles Guittard, Marine Miquel, Étienne Wolff, actes du colloque tenu à l'Université Paris Nanterre et à l'École Normale Supérieure de Paris (les 5 et 6 octobre 2017), 326 pages, éditions Ausonius, Bordeaux, 2022  (ISBN 978-2-35613-473-8).
- Non minus barbaros Graecos quam Romanos puto, avec Sophie Lalanne, actes des conférences des 18-20 octobre 2019 à Paris, 2024.

### Articles et conférences
Mathilde Lencou-Barême a publié de nombreux articles dont :
- « L'enjeu historiographique de l'excursus sur Alexandre », in D. Briquel et Jean-Paul Thuillier (éd.), Le Censeur et les Samnites. Sur Tite-Live, livre IX, Actes de la rencontre du 1er mars 1997, Paris, 2005, Éditions Rue d'Ulm, p. 37-64.
- « Reconstruire Carthage », Acta fabula, vol. 8, no 6, 2007, [lire en ligne].
- Une Circé ovidienne chez Servius Danielis ?, 2012, [lire en ligne]
- « Sur quelques aspects religieux du livre X de Tite-Live » in Veni, vidi, scripsi : écrire l'histoire dans l'Antiquité, 2021, [présentation en ligne] [lire en ligne]  (ISBN 978-2-35613-379-3)
- deux articles dans l'Encyclopædia Universalis[16].

## Pour approfondir